# NGC 4169
NGC 4169 is een lensvormig sterrenstelsel in het sterrenbeeld Hoofdhaar. Het hemelobject werd op 11 april 1785 ontdekt door de Duits-Britse astronoom William Herschel. Samen met NGC 4173, NGC 4174 en NGC 4175 vormt NGC4169 Hickson Compact Group 61.

## Synoniemen
- UGC 7202
- MCG 5-29-32
- ZWG 158.41
- HCG 61A
- PGC 38892